# Cerro Paranal
De Cerro Paranal is een berg in het noorden van Chili, in de Atacama-woestijn. De berg ligt ongeveer 120 km zuidelijk van Antofagasta en 12 km van de Stille Oceaan kust. Op de berg staat het Paranal-observatorium Europese Zuidelijke Sterrenwacht en is de standplaats van de Very Large Telescope (VLT).
De atmosfeer boven de bergtop wordt gekenmerkt door droge lucht en buitengewoon rustige luchtstromingen (weinig seeing), wat de berg eenaantrekkelijke standplaats maakt voor een astronomisch observatorium. De bergtop werd in de jaren 90 van zijn oorspronkelijke hoogte van 2.660 meter naar 2.635 naar beneden opgeblazen, om een plateau voor de telescopen te creëren.
Hemelsbreed ca. 20 km van de Cerro Paranal ligt de Cerro Armazones, waar de European Extremely Large Telescope van de ESO wordt gebouwd.